# Шулдат (Чайковский сельсовет)
Шулдат — деревня в Боготольском районе Красноярского края России. Входит в состав Чайковского сельсовета.

## География
Деревня находится на расстоянии примерно 17 км к северо-северо-востоку (NNE) от города Боготол, административного центра района. Абсолютная высота — 241 м над уровнем моря.

## Население
| 1926 | 2010 |
| ---- | ---- |
| 1403 | ↘83  |

### Гендерный состав
По данным Всероссийской переписи населения 2010 года, в селе проживало 83 человека (38 мужчин и 45 женщин).

## Улицы
Уличная сеть деревни состоит из одной улицы (ул. 50 лет Октября).